# Venenplexus
Als Venenplexus (Plural: Venenplexus), auch Venengeflecht oder venöser Plexus (lat. Plexus venosus, engl. venous plexus) genannt, bezeichnet man ein Netzwerk (Plexus) aus untereinander verbundenen (Anastomosen) venösen Blutgefäßen.
Venenplexus finden sich im menschlichen Körper an mehreren Stellen. So beispielsweise:
- Plexus choroideus in den Hirnventrikeln
- Plexus pampiniformis (dt. ‚Rankengeflecht‘) in den Hoden
- Plexus pterygoideus um den Flügelfortsatz (Processus pterygoideus) des Keilbeins
- Plexus venosus rectalis am Rektum
- Plexus venosus foraminis ovalis im Foramen ovale des Schädels
- Batson-Venenplexus (= paravertebraler Venenplexus) vor der Wirbelsäule
- Plexus vertebralis internus ventralis an der Vorderseite des Rückenmarks sowie im Bereich des Duralsacks in der Lendenwirbelsäule
- Plexus venosus vertebralis internus im Wirbelkanal
- Plexus venosus vaginalis um die Vagina
- Plexus venosus prostatae an der Prostata
- Plexus venosus vesicalis (dt. ‚Blasenvenengeflecht‘) an der Harnblase
- Plexus venosus sclerae (dt. ‚Schlemm-Kanal‘) im Auge
- Plexus venosus pharyngeus (dt. ‚Rachengeflecht‘) im Pharynx
- Plexus cavernosi concharum im Bereich der unteren Nasenmuschel